# Thereva pallipes
Thereva pallipes är en tvåvingeart som beskrevs av Friedrich Hermann Loew 1869. Thereva pallipes ingår i släktet Thereva och familjen stilettflugor. Inga underarter finns listade i Catalogue of Life.